# Берёзки (Сумская область)
Берёзки (укр. Берізки) — село,
Засульский сельский совет,
Недригайловский район,
Сумская область,
Украина.
Код КОАТУУ — 5923581303. Население по переписи 2001 года составляло 12 человек.

## Географическое положение
Село Берёзки находится между сёлами Баба и Клин (1,5 км).
К селе примыкает лесной массив урочище Коренское (дуб, липа).
По селу протекает пересыхающий ручей с запрудой.
Рядом проходит автомобильная дорога Т-1917.